# 黑暗行动军演
黑暗行动军演（英語：Exercise Pitch Black）是一项每两年一次在澳大利亚北领地达尔文基地和廷德尔基地举行的联合军事演习。最近的一次演习开始于2022年8月19日，有17个国家参加，来自澳大利亚、加拿大、法国、德国、印度、印度尼西亚、日本、韩国、马来西亚、荷兰、新西兰、菲律宾、新加坡、泰国、阿拉伯联合酋长国、英国和美国的超过2500人员参与演习。这次演习距离之前一次已经有接近四年时间（由于COVID-19疫情）。